# Basilique Notre-Dame de la Ghiara
La basilique Notre-Dame de la Ghiara, également connue sous le nom de temple de la Vierge de Ghiara (tempio della Beata Vergine della Ghiara en italien), est l'un des principaux édifices religieux de Reggio d'Émilie, en Italie. Elle s'élève le long de l'ancien Corso della Ghiara, aujourd'hui Corso Garibaldi.
Le temple catholique, basilique mineure appartient à la municipalité de Reggio, est officié par l'ordre des Servites de Marie. À l'intérieur se trouve un précieux orgue, construit au XVIIIe siècle.

## Histoire

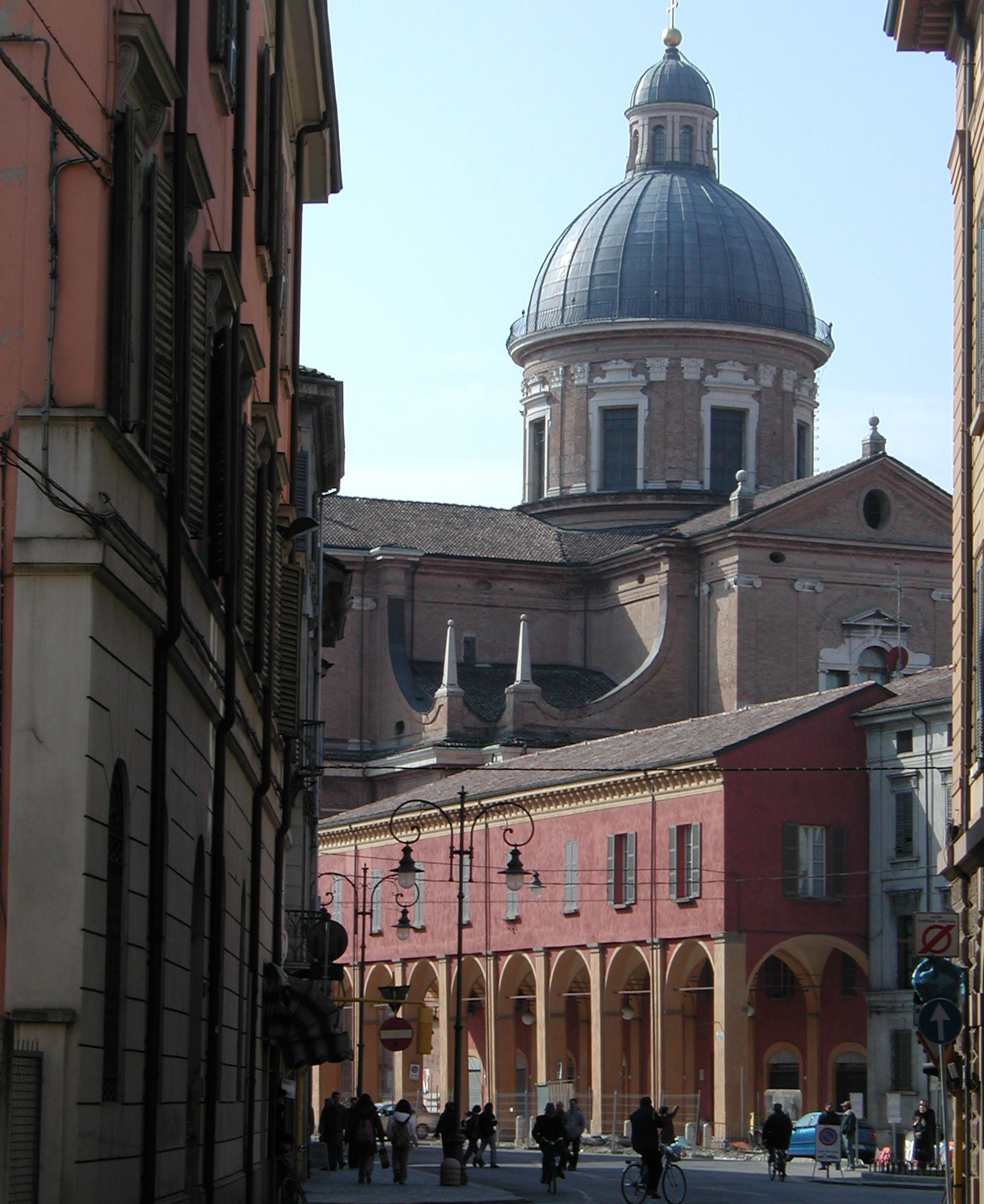
Basilique de la Ghiara.

L'église est construite grâce aux offrandes des fidèles à la suite d'un miracle lié à une image de la Vierge qui se dressait dans le quartier. Le bâtiment actuel remplace une construction plus simple érigée par les frères servites à qui appartenait le lieu depuis 1313. Une image de la Madone, peinte sur le mur du jardin religieux, est reproduite sur papier par Lelio Orsi (1569) et peinte par Giovanni de 'Bianchi dit Il Bertone (1573) et, en 1596, déplacée dans une petite chapelle. Les chroniques de l'époque rapportent l'histoire d'un sourd-muet, un certain Marchino de Castelnovo ne' Monti, qui aurait retrouvé l'usage de la parole et de l'ouïe à la suite d'un miracle de la Vierge. Six jours plus tard, le 5 mai 1596, un autre miracle a lieu, avec la guérison soudaine d'une femme, Margherita, appelée Caugliana du pays d'origine de son mari, malade depuis dix-huit ans. Un monument extérieur en marbre avec l'inscription Ut posteri notus foret etc., à gauche en se situant face à la façade, indique l'endroit précis où se trouvait l'image.
En peu de temps, le lieu devient un lieu de pèlerinage et, grâce aux offrandes des fidèles, il est décidé de construire un nouveau temple pouvant contenir la peinture liée au miracle. Le duc Alphonse II d'Este invite ses architectes à concevoir un projet pour le nouveau bâtiment. Trois sont proposés : un par Giovan Battista Aleotti d'Argenta, un par Cosimo Pagliani de Sienne et un troisième par Alessandro Balbo de Ferrare qui est approuvé par le duc.
La première pierre de l'édifice est posée le 6 juin 1597 par l'évêque Claudio Rangone en présence du duc et de la duchesse Marguerite de Mantoue. Une partie de l'ancien couvent et l'église des servites sont démolies. La direction des travaux est confiée à Francesco Pacchioni, architecte et sculpteur de Reggio. Le nouvel architecte est également le concepteur du dôme et le créateur des stucs intérieurs. En 1619, l'église est déjà bien achevée et le 12 mai, elle est consacrée.
Des restaurations sont réalisées de 1887 à 1890 sous la direction de Nicolò Barabino, Luigi Samoggia et Gaetano Chierici (archéologue). Des restaurations récentes ont eu lieu dans les années 90 du XXe siècle.

## Description

### Dimensions

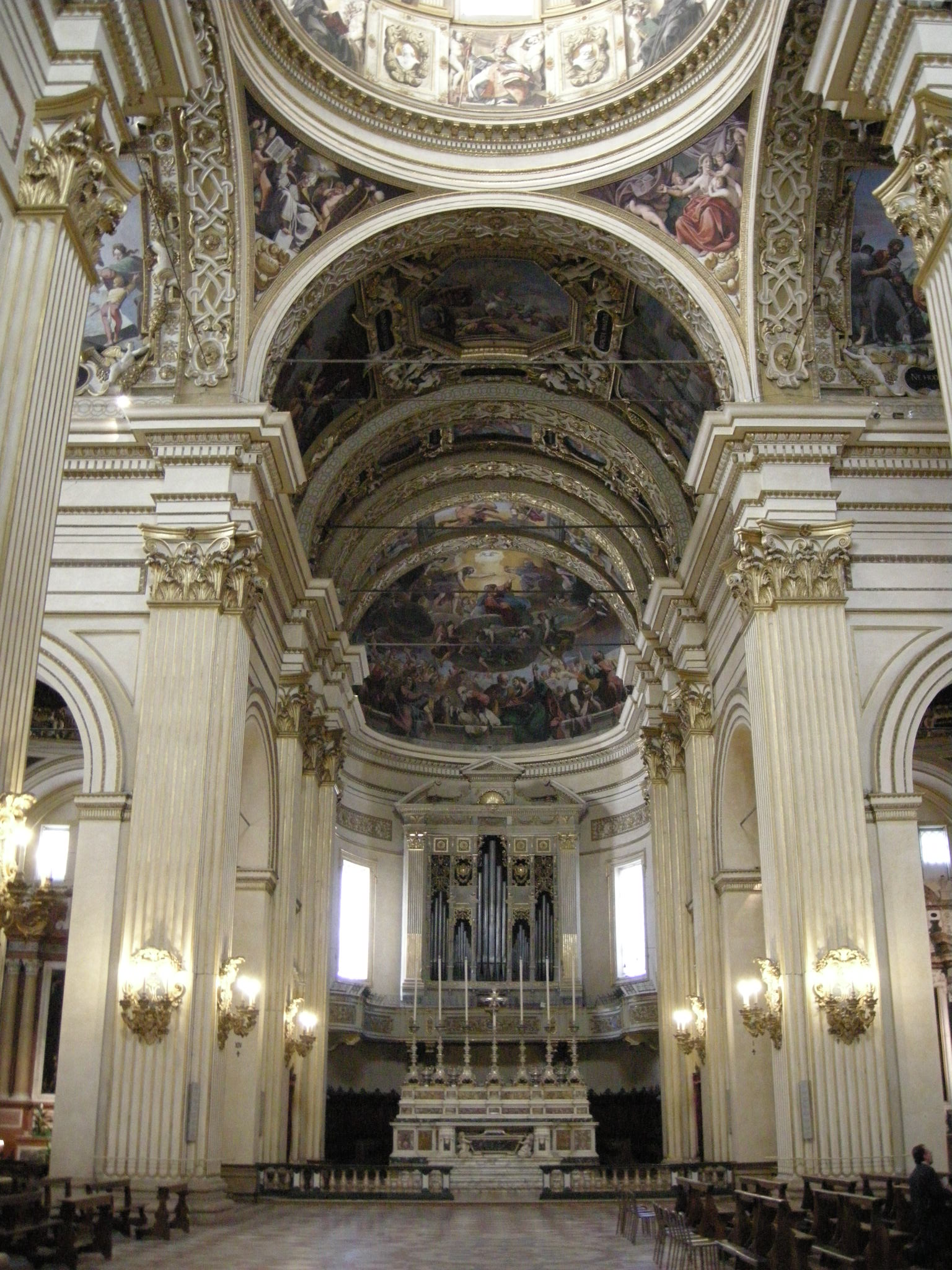
Intérieur.

Le temple a un plan en croix grecque avec une largeur de 45 m à l'intérieur, une longueur de 60 m (les plus grandes dimensions sont dues au chœur dans le bras ouest) et un dôme au centre avec une lanterne. Aux quatre coins en retrait de la croix, se trouvent quatre espaces carrés plus petits, surmontés de quatre autres dômes hémisphériques, non visibles de l'extérieur.

### Façade
La façade, d'ordre dorique dans la partie inférieure et d'ordre ionique dans la partie supérieure, est en brique, avec des inserts en marbre blanc de Vérone dans les bases et les chapiteaux des pilastres et dans les corniches. Sur la porte centrale, un bas-relief avec la Vierge de la Ghiara de Salvatore da Verona est sculpté dans du marbre, don de la municipalité de Reggio en 1642. Les deux portes latérales datent de 1631.

### Intérieur
L'intérieur, dans le style de la fin de la Renaissance, frappe par la profusion des dorures, la richesse des marbres et les somptueuses fresques de l'académie bolonaise des Incamminati, inspirées des récits de l'Ancien Testament, qui ornent les voûtes et les coupoles. Dans les carrés et divisions des voûtes se déroule un cycle pictural qui a pour sujet les femmes de l'Ancien Testament.
Cependant, le décor pictural de la grande croix, tel qu'il fut initialement conçu, avait un caractère différent et ce n'est qu'en 1615 (21 février) que le Conseil de fabrique vote le projet des fresques qui sont alors exécutées. On ne sait pas qui est le théologien qui a conçu le thème de la glorification des héroïnes de la Bible, dont les vertus sont vues en analogie avec les vertus de la vierge Marie.

#### Iconologie des fresques

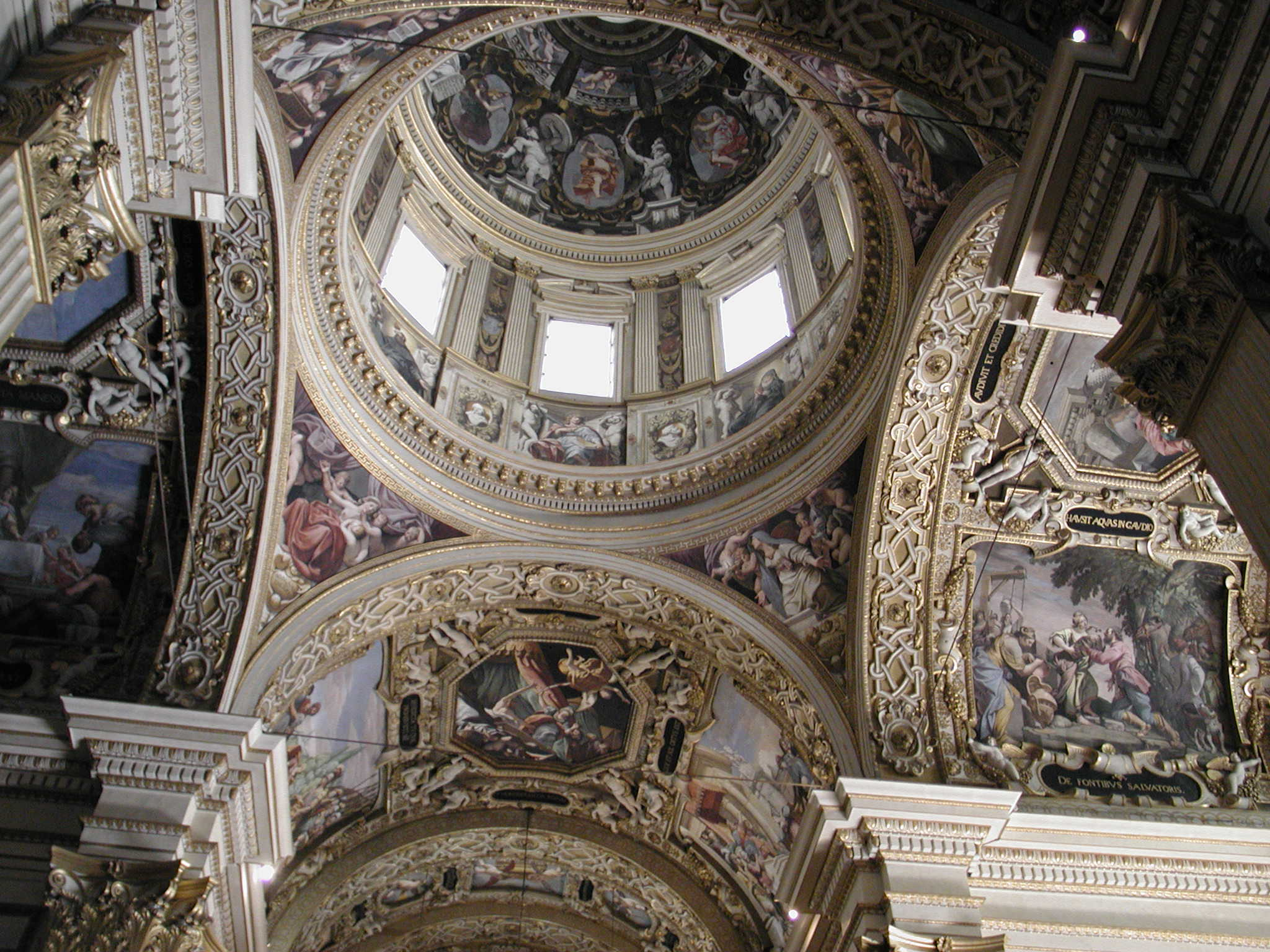
Voûtes décorées de fresques et le dôme.

La lecture iconologique des fresques et de leur disposition est particulièrement intéressante :
- les quatre espaces carrés et bombés à côté des bras de la croix grecque présentent une synthèse chronologique du temps universel : le premier représente le temps du paganisme, symbolisé par les sibylles, vient ensuite le temps de l'Ancien Testament, avec les prophètes bibliques, puis le temps de l'Évangile avec les quatre évangélistes, et enfin le temps de l'Église, avec les docteurs de l'Église ;
- les quatre voûtes en berceau qui forment les bras de la croix grecque présentent des sujets majeurs de l'Ancien Testament dans les compartiments, qui ont pour protagonistes des figures féminines :
  - Adam et Ève au Paradis
  - Abraham en train de servir les anges, à droite Rébecca offrant à boire au serviteur d'Abraham
  - Rachel au puits
  - Yaël et Siséra
  - Abigaïl présentant beaucoup de provisions à un David en colère
  - Judith et Holopherne
  - Esther au pied du trône d'Assuérus
  - Débora et Barac
  - Samuel, offert au prêtre par sa mère
  - Abisag, belle jeune fille de Sunem, servant le vieux David intronisé entouré de la cour ;
- le dôme présente l'Apothéose de Marie.

#### Espace des Sibylles
Le plafond a été peint en 1619 par Alessandro Tiarini, l'un des plus grands talents de l'Académie bolonaise des Incamminati. Les fresques ont valu à l'artiste, qui a laissé de nombreuses œuvres à Reggio et y a eu une longue et fructueuse résidence, l'important chantier de la galerie principale. Dans les pendentifs, d'une grande puissance expressive, se trouvent les sibylles « si spirituelles qu'elles semblent vivantes » ; des Vertus sont peintes dans les huit compartiments inférieurs de la coupole, dans les huit supérieurs autant d'anges avec les instruments de la Passion du Christ, dans le médaillon au centre, deux anges dont l'un porte la croix et invite une figure à demi voilée à l'adorer.
Sur l'autel de gauche, conçu par G.B. Magnani de Parme, la Vierge et l'Enfant avec les saints François d'Assise, Lucie, Apolline et Agathe, est l'œuvre d'Alfonso Chierici (1854). Leonello Spada, en concurrence avec Tiarini, avait peint un tableau très précieux (volé en 1783) représentant Saint François d'Assise en extase, conservé à la Galleria Estense à Modène.

#### Voûte est (de la porte principale au dôme)
Les peintures de la voûte ont été réalisées par Luca Ferrari, disciple de Guido Reni, à qui elles ont été commandées en 1644. Comme elles donnèrent totale satisfaction dans toute la ville, la congrégation de la fabrique lui confia en 1646, les fresques du bras à midi. Dans les cinq fonds ou bandes du premier espacement, sont représentés La Douceur, puis un Ange tenant plusieurs boucliers, une Tour avec des remparts, un Ange portant une armure, La Foi. Dans la voûte correspondant aux arcs des chapelles, sont représentés, à gauche, Adam et Ève chassés du Paradis, au centre Abraham en train de servir les anges, à droite Rébecca offrant à boire au serviteur d'Abraham. Dans les peintures sur toile de l'entre-colonnes (dans celles-ci comme dans les autres) sont représentés Les Miracles de la Vierge ; celle de gauche est de Pietro Desani, l'autre de Pietro Armani.

#### Espace des grands prophètes

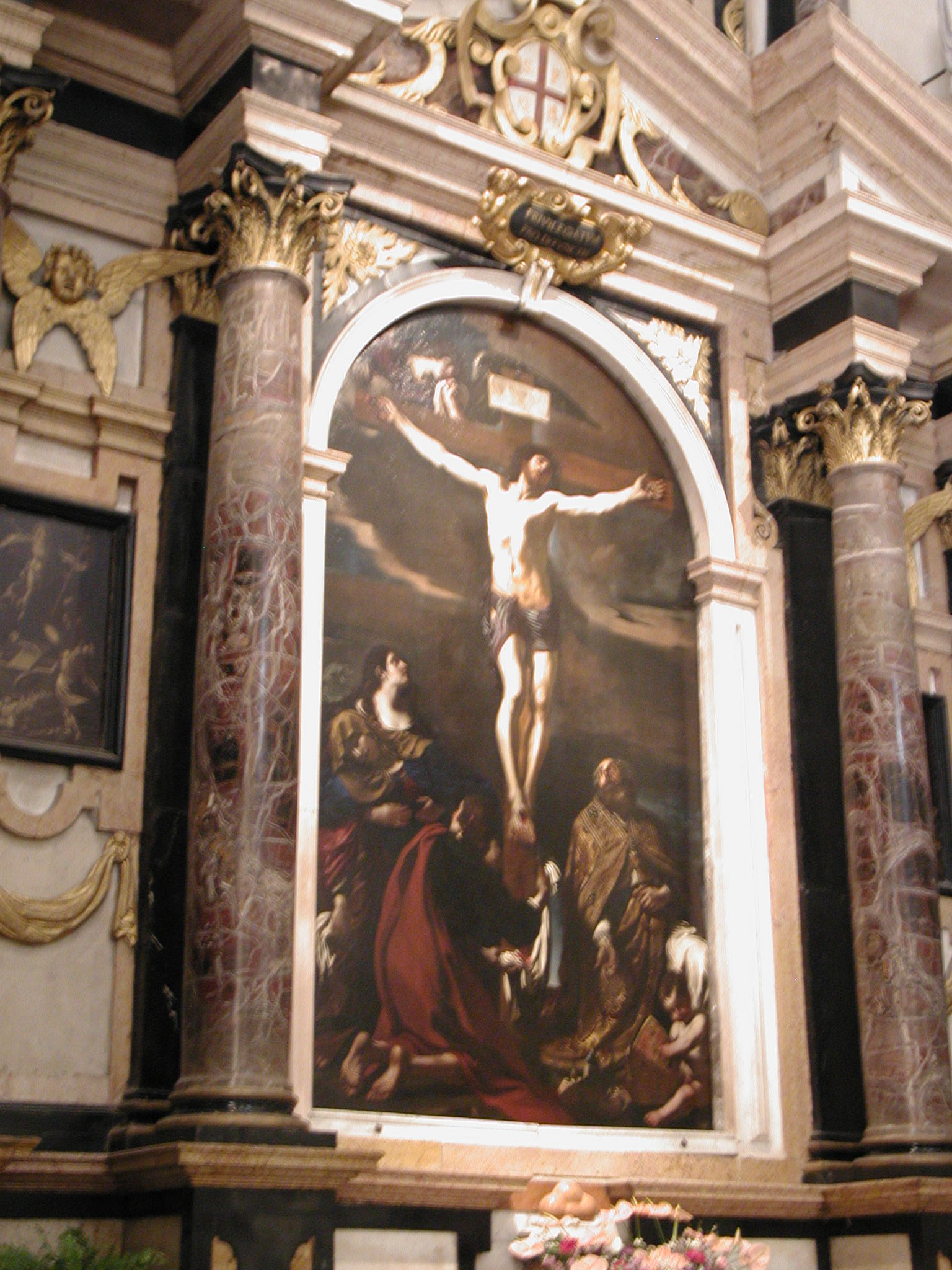
Retable de la ville.

Dans la chapelle près de la porte de droite (chapelle Pagani), les prophètes Isaïe, Daniel, Ézéchiel, Jérémie représentés dans les pendentifs, huit Vertus dans les grands compartiments, huit anges dans les petits dans l'acte de rendre hommage à la divinité figurant au centre, sont dus à Camillo Gavasseti (1630). L'autel décoré de marbre et de bronze et enrichi des statues de la Religion et de la Prudence est l'œuvre de Nicola Sampolo ; le tableau de la Vierge en train de demander à saint François l'Enfant Jésus est d'Alessandro Tiarini (1629).
Les statuettes en bronze dans les piles de l'eau lustrale à côté de la porte principale, représentent saint Prosper et l'Immaculée Conception, la première exécutée par les batteurs, l’autre par les fileurs de soie, sur un dessin de Paolo Magnavacchi. La toile avec la Mort de saint Jean l'Évangéliste, vaste et populeuse composition d'Alessandro Tiarini, est installée sur l'arrière de la façade. Quelques tableaux sont dans le couloir de l'économe dont celui d'Orazio Talami, La Vierge des douleurs avec son fils mort dans ses bras, de Carlo Caliari (fils de Paul Véronèse), L'Annonciation, de Lorenzo Franchi, Saint Jérôme contemplant la Trinité en train d'écrire. Dans le bureau administratif, plusieurs toiles de l'héritage Vicedomini-Vallisneri sont exposées, dont deux beaux portraits de l'école française de peinture.
La tour, brisée dans la couronne, surplombe les cloîtres adjacents des servites, autrefois utilisés comme écoles primaires et maintenant comme auberge.

#### Voûte ouest (du dôme au chœur)
Alessandro Tiarini est chargé en 1618 de peindre ce bras et, en 1624, ceux de la coupole et de la voûte pour compléter la croix, avec à gauche, Déborah et Barac, au milieu Samuel offert au prêtre par sa mère, et à droite Abisag, la belle fille de Sunem qui sert le vieux David intronisé entouré de sa cour. Dans la première bande, des anges ont différents attributs ; dans la seconde, à gauche, le roi David est assis avec la harpe à la main, au centre l'archange Michel, met le diable en fuite avec la bannière de la croix, à droite Salomon est intronisé.
Dans la coupole, est peinte la scène grandiose de L'Assomption de la Vierge Marie couronnée par la Sainte Trinité aux nombreux anges, avec au fond, l'Extase des apôtres et divers saints. Si ces derniers tableaux ont des mérites considérables, ils n'en ont pas moins de grands défauts ; Tiarini les aurait exécuté convalescent. La peinture de l'entre-colonnes à gauche est de Sebastiano Vercellesi, celle à l'opposé, de Pietro Desani. Le maître-autel, travaillé en 1672 par des artistes de Carrare, a été conçu, selon D. Luigi Bocconi, par G.M. Soli, de Modène, et non par Tarabusi à qui le Dr. D. Bertolini l'a attribué à tort.
La tribune de l'orgue, remplacée en 1890 par le retable placé près d'un siècle plus tôt par l'abbé Giuseppe Ferrari Bonini, est l'œuvre de Luigi Samoggia qui est à l'origine des plaques dorées ou des pièces qu'il a délibérément mal collées dans les piliers, les coupant en deux et lui enlevant son élégance.

#### Espace des évangélistes

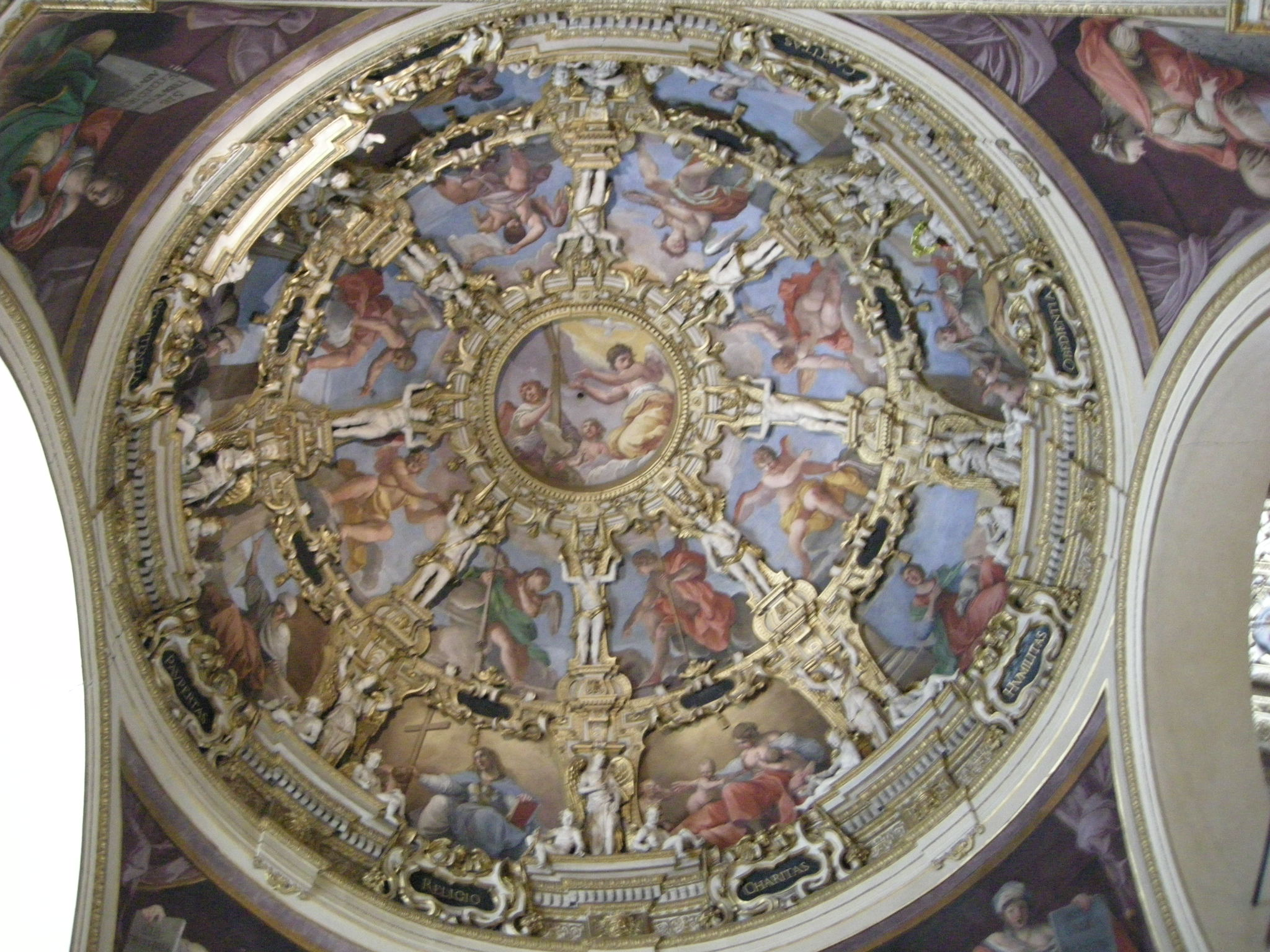
Dôme décoré de fresques.

La chapelle Calcagni et Casotti a été décorée de fresques en 1642 par Pietro Desani qui représenta les quatre évangélistes dans les pendentifs, huit ordres religieux dans les compartiments inférieurs, les vertus relatives dans le supérieur et la Religion au centre. Ces fresques paraissent inférieures au mérite de l'artiste qui a voulu travailler à la lumière du flambeau ; peut-être a-t-il travaillé vite et avec l'aide de quelque élève maladroit.
Des deux autels, celui qui fait face à la porte est de Francesco Orso et Giacomo Novo ; le tableau de L'Annonciation à la Vierge par l'ange est d'Alessandro Tiarini, l'autre est de Nicola Sampòlo qui a également sculpté les statues exprimant la Foi, la Charité et l'Espérance. Le retable avec saint Jérôme, saint Jean Baptiste et la Vierge de Lorette est diversement attribué à Leonello Spada et Sebastiano Vercellesi. Certains suggèrent que les deux peintres l'ont peint ensemble, cependant la figure de saint Jérôme révèle la main du Spada.

#### Voûte nord (du dôme à l'autel de Notre-Dame)
Dans les compartiments principaux à gauche, Spada représente Abigail présentant beaucoup de provisions à un David en colère, au centre Judith et Holopherne, à droite Esther au pied du trône d'Assuérus ; dans la bande entre les colonnes, figurent la Vierge à l'Enfant couronnée d'étoiles, un ange portant une palme, l'Arche de Noé, un ange au rameau d'olivier et enfin une Vierge couronnée aux cheveux épars regardant le ciel. Les deux tableaux sont de Michele Maltei.
L'imposant retable de Notre-Dame, élevé à l'origine derrière le maître-autel, puis démoli parce qu'il était imparfait et volumineux, devint la cause de disputes passionnées ; le duc cesse d'hésiter et ordonne d'ériger l'autel de droite. L'œuvre de composition architecturale imposante, riche en colonnes, statues et bas-reliefs, est achevée en 1615 avec la conception et l'assistance de G.B. Magnani. Les bas-reliefs et les statues, dont Abraham et Jesse, les saints François de Paule et Philippe Benizi, les prophètes Isaïe et Jérémie, sont de Francesco Orso et Giacomo Novo, originaires de Lombardie. La célèbre image de la Vierge est conservée dans la chapelle haute à fond bleu étoilé. L'ornement qui l'entoure, soutenu par quatre colonnes en jaspe noir, a été réalisé sur un dessin de Magnani par Paolo Larioli et Gabriele de' Chierici, orfèvres de Reggio.
Les torches en bronze sur les côtés de l'autel, travaillées avec une rare habileté par Vincenzo Morenghi qui les a décorées d'angelots et de statuettes en haut relief, et les cinq grandes lampes en argent, dont la plus grande ornée d'angelots et de figures d'anges, ont été exécutées (1734-36) par Paolo Magnavacchi d'après un dessin de Ludovico Benedetti. Ce chef-d'œuvre de joaillerie pèse 70 kilos d'argent jusqu'à 900/1000.

#### Espace des Docteurs de l'Église
La chapelle voisine Gabbi et dell'Arte della Seta a été peinte à l'huile en 1622 par Carlo Bononi de Ferrare qui a représenté les Docteurs de l'Église dans les pendentifs, les huit Béatitudes dans les espaces inférieurs de la coupole, au-dessus autant d'anges, et au centre l'Autorité spirituelle. L'autel face à la porte, avec les statues représentant la Religion et la Justice, est l'œuvre de Francesco Pacchioni (1606). Celui de côté a été réalisé par Alberto, son fils, et la peinture de l'ancône avec Saint Georges conduit au martyre et sainte Catherine évanouie, avec en arrière-plan des gens et des soldats, est l'œuvre de Lodovico Carracci.

#### Voûte du midi (du dôme à l'autel de la ville)
Luca Ferrari avec un pinceau magistral représente Rachel au puits à gauche, Yaël et Siséra en haut (le cheval de Barac est intéressant pour son effet de perspective), à droite La Submersion de l'armée du Pharaon dans la Mer Rouge ; dans les cinq fonds des espacements, figurent la Pureté, trois anges aux attributs différents et la Virginité. Giulio Cesare Mattei, connu sous le nom de « Il Francese », est responsable des peintures de l'espacement. La Statue de saint Jean l'Évangéliste est une œuvre récente du sculpteur Enrico Franzini de Reggio.
L'autel avec le retable en marbre a été érigé par la municipalité de Reggio sur un projet grandiose de G.B. Magnani. Le retable représentant la Crucifixion avec Jésus consolé par l'ange est l'une des œuvres les plus admirées et discutées (1624) de Francesco Barbieri dit Le Guerchin, qui pour cette œuvre « au-dessus du prix fixé de 500 ducatoni, lui donna un collier en or avec un médaille monétaire de seulement cent lires avec la Madone de Reggio et l'arme de la ville ».

#### Dôme

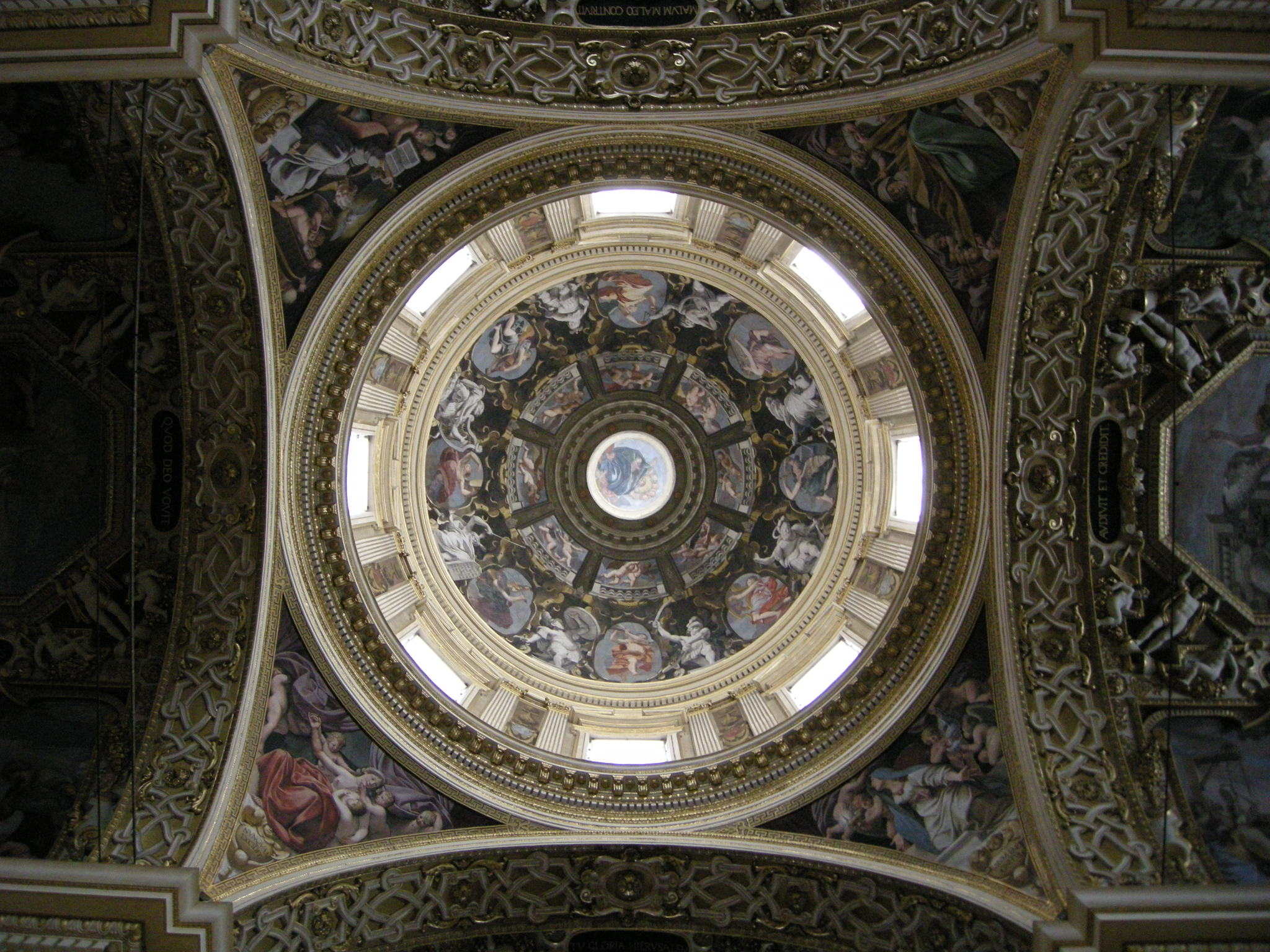
Coupole centrale.

Le dôme grandiose, érigé par Francesco Pacchioni sur un dessin de Cosimo Paglioni qui l'a modifié, est recouvert de fresques de Leonello Spada, à qui l'œuvre est commandée en 1614, en raison de négociations infructueuses avec Lodovico Carracci et Giulio Cesare Procaccini. Il commence à travailler la même année, presque en même temps que Tomaso Sandrini qui s'est vu confier la perspective et la décoration. En 1616, le travail est achevé ; sur la dépense totale de 11082 lires reggiennes, 8360 lires vont à Spada, le reste à Sandrini.
Spada se révèle ici comme un artiste magnifique par la vigueur du coloris et l'audace du raccourci, et semble se surpasser dans les beaux anges de la courbe. Sont représentés : dans les pendentifs, quatre grandes figures de l'Aumône, la Religion, la Charité, la Prière ; dans le tambour, les quatre saints patrons de la ville et quatre de l'ordre des servites, et entre l'un et l'autre des pancartes avec des têtes en clair-obscur ; dans le dais en clair-obscur, huit personnages de l'Ancien Testament et dans la courbe jusqu'à la lanterne L'Apothéose de la Vierge parmi une procession d'anges.

### Sacristie et trésor
Dans la sacristie, une ingénieuse horloge de P. Cherubino Ranzani (ou Forzani, ou Sforzani) de Reggio (1580-1676) indique les jours, la lune, les phases du zodiaque, l'épacte, etc. Dans la salle adjacente se trouve le trésor, un musée riche et intéressant de l'art de l'orfèvrerie de Reggio aux XVIIe et XVIIIe siècles (une autorisation spéciale de l'administration de la basilique est requise pour la visite). Dans les vitrines latérales, sont présentés six chandeliers en argent repoussé et une croix avec les armoiries de la Maison d'Este, donnés (1631-34) par le duc François Ier, La Paix en argent avec la scène de la Déposition (XVIe siècle), esquisse originale de Lelio Orsi dans un riche cadre, un devant ou frontal en argent (XIXe siècle), une croix de procession, des allonges, des reliquaires, des encensoirs, des calices en porte-à-faux, des ciseaux, des assiettes, etc. Au centre de la vitrine, est présentée une riche collection de bijoux anciens dont un collier avec une croix en fil d'or et émail orné de perles et de rubis, une croix d'émeraude, diverses arabesques avec des pierres précieuses et enfin la couronne votive du Sénat et du Peuple de Reggio (1674) parsemée de pierres précieuses.
Dans le vestibule qui rejoint la via dei Servi se trouve le monument surélevé (1820) à la duchesse Marie-Thérèse Cibo de Malaspina, épouse du duc de Modène et de Reggio, Hercule III de Modène.

## Orgue

### Histoire

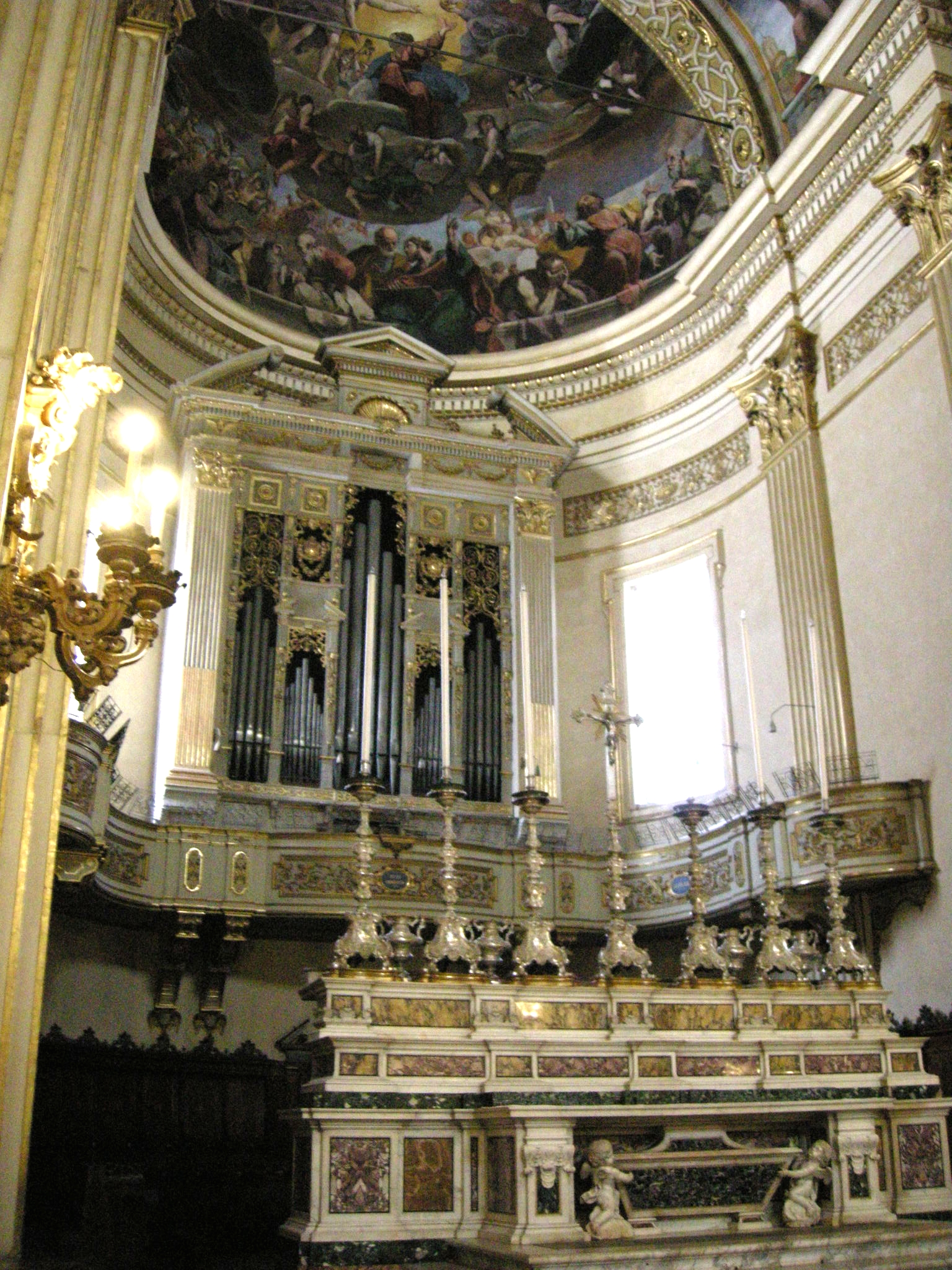
Orgue.

Un premier orgue est installé à l'intérieur de la basilique de la Ghiara entre 1637 et 1640, sur la tribune du chœur au-dessus de l'entrée principale, par le facteur d'orgues Antonio Colonna. Au cours du XVIIIe siècle, l'instrument subit de nombreuses interventions de la part des membres de la famille Traeri et de Francesco Peroni, notamment l'ajout d'un positif arrière.
Il est entièrement reconstruit par les frères Paolo et Giuseppe Benedetti entre 1781 et 1783, qui conservent le buffet d'orgue préexistant mais suppriment le positif arrière. En raison de l'espace disponible limité sur le jubé du chœur, au milieu du XIXe siècle, le Padre Davide da Bergamo reçoit des servites de Marie, supérieurs de l'église, la tâche de trouver un facteur d'orgues pour la construction d'un nouvel instrument. La recherche s'avère infructueuse car personne n'est disposé à construire un orgue dans un si petit espace. Le père Davide charge alors Antonio Sangalli de restaurer l'instrument des frères Benedetti. En 1890, la société Lingiardi déplace l'orgue, le plaçant dans sa position actuelle dans l'abside.
Les dernières interventions de restauration sont réalisées en 1981 par la société Giovanni Tamburini, qui restaure une partie des registres originaux de Benedetti. L'entretien ordinaire est actuellement confié aux facteurs d'orgues Federico et Pierpaolo Bigi di Castellazzo. L'instrument est utilisé lors de plusieurs festivals internationaux d'orgue, qui, surtout pendant la saison estivale, organisent des concerts.

### Caractéristiques techniques
La façade est composée de 33 tuyaux principaux en étain, disposés en redent en cinq travées selon le schéma 5-9-5-9-5. La console est une fenêtre et possède deux claviers de 62 notes chacun (C -1 - F 5 ), avec une première octave courte. Les frettes diatoniques sont en palissandre, tandis que les chromatiques sont en os. La division basse-sopranos est entre A 2 et B ♭ 2. Le pédalier, non original, est droit et comporte 27 notes (C 1 - C 3 ).
Les registres du premier orgue et de la pédale peuvent être activés par des manettes imbriquées à défilement latéral, disposées sur deux colonnes à droite des manuels. Les registres du positif, en revanche, peuvent être activés au moyen de leviers d'abaissement verticaux, positionnés à gauche des manuels. Le tempérament est inégal. La transmission est entièrement mécanique et l'air est fourni par trois soufflets à coin, qui peuvent être actionnés à la main ou au moyen d'un ventilateur électrique.

## Musée du Sanctuaire de la Beata Vergine della Ghiara

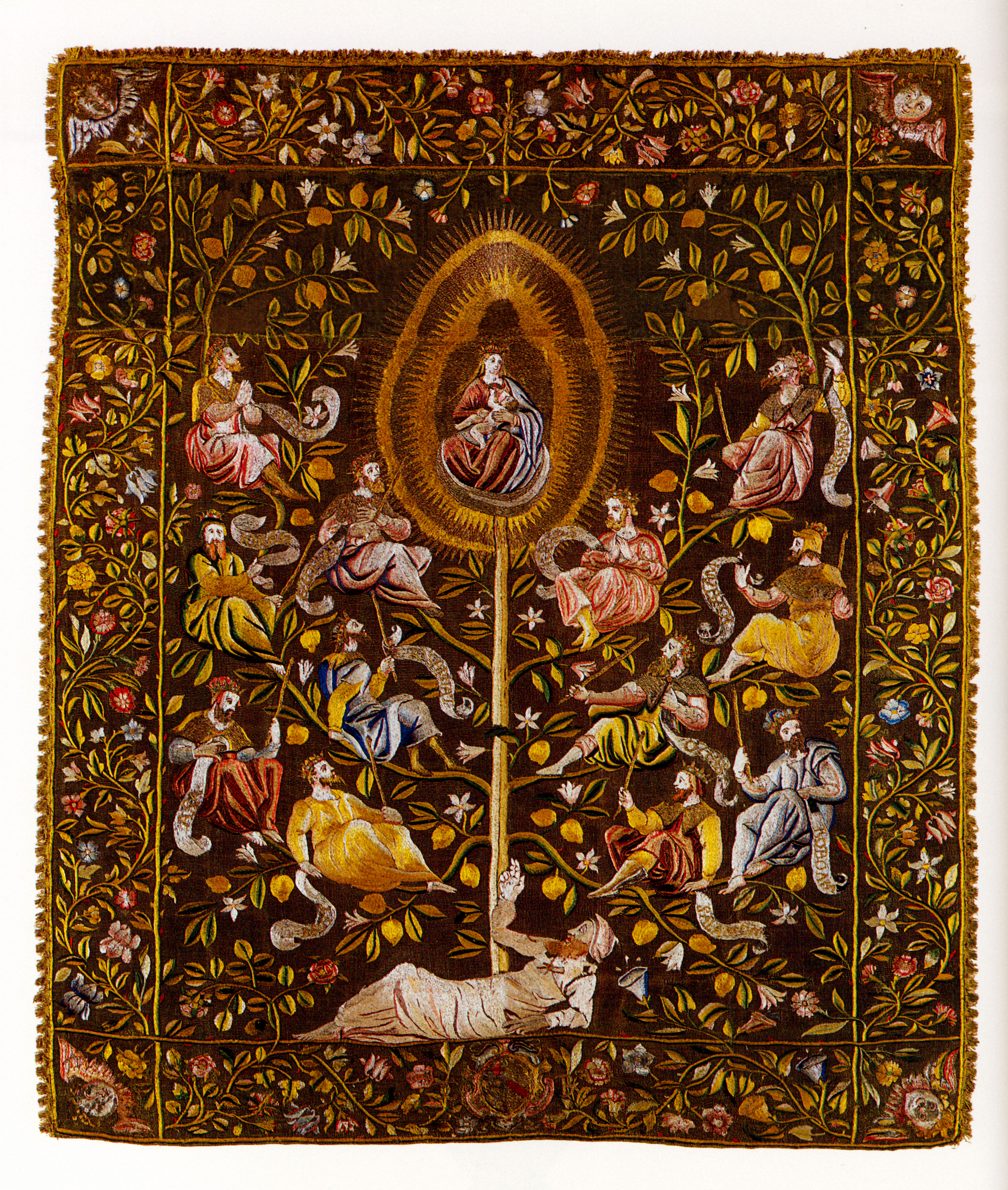
Manufacture émilienne, rideau (appelé tissu de Jessé), antérieur à 1617, broderie sur gaze, 144 × 123 cm, destiné à dissimuler et à protéger l'image de la Vierge della Ghiara.

Créé en 1982 par la volonté de la Fabrique du Temple et des Musées Civiques, le Musée de la basilique de la Ghiara préserve et valorise le patrimoine artistique de celle-ci, important temple marial et très haut exemple de l'art émilien du XVIIe siècle, avec des œuvres de Carracci, Guercino, Tiarini et autres. Le musée expose une partie des objets reçus au Temple en signe de dévotion.
Le musée se compose de 4 salles. La salle iconographique conserve la sinopia de l'image miraculeuse et d'autres œuvres. La première salle expose de l'argenterie et des orfèvreries, y compris les importants chandeliers du XVIIe siècle (encore utilisés aujourd'hui) donnés par le duc François Ier pendant la peste. La deuxième salle conserve, parmi les cadeaux anciens et précieux, l'esquisse de Lelio Orsi de 1569 pour la restauration de l'image mariale. La troisième salle abrite l'emblème civique et religieux de la basilique : la Couronne donnée par la Communauté de Reggio en 1674 pour les nombreuses grâces reçues. Le musée fait partie du réseau des musées civiques de Reggio d'Émilie et appartient à la municipalité de Reggio d'Émilie.

## Voir auss